# Palaeophonus
Palaeophonus (có nghĩa là kẻ giết người thời cổ đại) là loài phổ biến nhất của loài bọ cạp. Chi bọ cạp này được biết đến trong bản lưu hóa thạch từ Silurian đến Carbon (độ tuổi: 428.2 đến 314.6 triệu năm trước). Hóa thạch đã được tìm thấy ở châu Âu, Hoa Kỳ và Canada. Palaeophonus hầu như giống hệt với những con bọ cạp hiện đại.

## Đặc điểm
Nó đã phát triển cơ thể lên đến độ dài 2,5-3,5 inch (64-89 mm). Những con vật này không có mắt và do đó chúng coi như bị mù. Cho đến một vài thập kỉ trước, người ta cho rằng Palaeophonus, tương tự như nhiều con bọ cạp khác của kỷ Silurian, là một trong những động vật đầu tiên đã chinh phục được đất đai trên cạn. Thực tế, việc kiểm tra chặt chẽ hơn các hóa thạch đã xác định rằng những con vật này có mang (tàn tích), rất giống với những con Eurypterids đương đại (hoặc bọ cạp biển)
Do đó, có lẽ Palaeophonus và những người con vật có mối quan hệ gần gũi với những loài anh em của nó là bọ cạp nước, sống trong các cửa sông để săn mồi nhỏ. Trong bất kỳ trường hợp nào, rất có thể là những con vật này đã từng có thời gian đến lục địa và sẽ săn mồi các sinh vật nhỏ sống bên cạnh nó, bao gồm cả những con cá mập nguyên thủy và những con rết (động vật nhiều chân đốt).

## Các loài
Một vài loài trong chi này có thể kể đến là
- †Palaeophonus arctus Matthew 1894
- †Palaeophonus lightbodyi Kjellesvig-Waering 1954
- †Palaeophonus nuncius Thorell and Lindström 1884
- †Palaeophonus osborni Whitfield 1885